# ИМО номер
ИМО номерът е уникален идентификатор на плавателния съд (кораба). Той е въведен от Международната морска организация през 1987 г. за повишаване на безопасността, предотвратяване на замърсяването на околната среда и морското мошеничество. Номерът на ИМО остава свързан с корпуса на съда на протежение цялото време на неговото съществуване, независимо от промяната на името, флага или собственика на съда.

## История
Номерът ИМО е въведен от Международната морска организация (ИМО) през 1987 г. чрез приемането на резолюцията A.600(15) като мярка, насочена за „морска безопасност, предотвратяване на замърсяването и превенция срещу морското мошеничество“. Този номер трябва да остава неизменен при преминаването на съда под друг флаг и да е указан в сертификата на съда.
През 1994 г. е прието постановлението СОЛАС XI/3, което прави номера ИМО задължителен и постановява критерии за неговото използване при пасажирските съдове с брутна вместимост от 100 тона и всички товарни съдове с брутна вместимост от 300 тона. Реализацията на схемата става задължителна от 1 януари 1996 г. През 2013 г. ИМО приема резолюцията A.1078(28), за да се позволи доброволната употреба на схемата за риболовните съдове с брутна вместимост от 100 тона.

## Структура
Номерът ИМО се състои от трибуквената латинска абревиатура „IMO“, след която има число от седем цифри. Първите шест от тях се явяват уникалният пореден номер на съда, а седмата цифра е контролна. Целостта на номера ИМО може да бъде проверена чрез неговата контролна цифра. Това става като се умножи всяка от първите шест цифри на множител от 2 до 7, който съответва на техните позиции броено от дясно наляво. Получените числа се сумират и последната цифра на сумата трябва да съвпада с контролната цифра. Например, за IMO 9311622 (танкерът „Владимир Тихонов“): (9×7) + (3×6) + (1×5) + (1×4) + (6×3) + (2×2) = 112 – подчертаната цифра 2 съвпада с последната цифра в номера, а следователно той е цял.

## Употреба
Съгласно постановлението SOLAS XI-1/3 номерът ИМО трябва да бъде постоянно обозначен на видно място на корпуса на съда или надстройката. Пасажирските съдове трябва да имат обозначението на номера на хоризонтална повърхност, виждаща се отгоре. Номерът ИМО, също така, трябва да бъде обозначен вътре в съда. Номерът ИМО се присвоява на морски търговски съдове с бруто вместимост от 100 тона при залагането на техния кил от организацията „IHS Maritime“ (по-рано известна като „Lloyd's Register-Fairplay“). Изключение представляват следните типове съдове:
- съдове без механични средства за движение;
- увеселителни яхти;
- съдове със специално обслужване (например, плаващи маяци, издирвателно-спасителни съдове);
- саморазтоварващи се баржи;
- съдове на подводни крила и на въздушна възглавница;
- плаващи докове и съоръжения, класифицирани по сходен начин;
- военни кораби и военни транспорти;
- дървени съдове.